# Ser du stjärnan i det blå?
"Ser du stjärnan i det blå?" (engelska: When You Wish upon a Star) är en sång som skrevs av Ned Washington och Leigh Harline 1940 och framfördes första gången i Disneyfilmen Pinocchio från 1940 av Cliff Edwards (Benjamin Syrsas röst), och vann en Oscar för bästa sång det året.
På svenska spelades sången in av Sven-Olof Sandberg  med Willard Ringstrands orkester, utgiven på skiva i februari 1941. Den svenska texten av S.S. Wilson, alias Anita Halldén, handlar också om en önskestjärna, men det kan också uppfattas som en syftning på Aftonstjärnan. I Sverige och Norge har sången senare kommit att förknippas med julen då den sjungs i Disneys Kalle Anka och hans vänner önskar God Jul (i den svenska versionen av Bengt Feldreich), i skenet av ett stearinljus.
Det finns också en annan text på svenska, "När en önskestjärna tänds", skriven av Nils Bohman. Den användes i originaldubbningen av Pinocchio, även där framfördes sången av Sven-Olof Sandberg som i filmen var Benjamin Syrsas sångröst.